# Миф об Этане
Миф об Этане — семито-аккадская поэма, датируемая началом 2-го тысячелетия до н. э.. Шумерский прототип данной поэмы пока не найден, хотя должен существовать.
Этот миф пользовался большой популярностью среди резчиков печатей, поскольку было найдено очень много печатей, изображавших смертного, поднимающегося наверх на орле. Миф демонстрирует незаурядность фигуры Этаны, ибо доказывает то, что жизнь и действия Этаны привлекали внимание древних поэтов и певцов.

## Сюжет
Согласно сюжету, Этана был набожным и богобоязненным царём, в точности исполнявшим все ритуалы. Однако его мучила бездетность. Поэтому он мечтал достать «растение рождения», а также знаки верховной царской власти. Но он не мог этого сделать, поскольку это растение находилось на небесах, а туда смертному было не добраться. Тогда Этана спас из ямы орла, которого некогда бросила туда змея, у которой он съел её детёнышей и тем самым предал её дружбу. На спасённом орле Этана полетел в небеса. Но в конце концов он испугался и стал умолять орла вернуть его на землю. На этом миф обрывается. По версии В.И. Авдиева, в ходе полёта он, в конце концов, испугался и упал.
Судя по погребальной песни с таблички, находящейся в музее имени Пушкина, а также по 17-й табличке эпоса о Гильгамеше, на небе Этана не остался, ибо в этих источниках он указан как один из жителей подземного мира, куда, по поверьям шумеров, попадают все смертные, независимо от их славы при жизни (исключением был только Утнапиштим). По мнению В.И. Гуляева, Этана таки добыл «растение рождения», поскольку, согласно «Царскому списку», у него был сын и наследник по имени Балих.

## Толкование
В поэме присутствует мысль об ограниченности человеческих сил. Она заявляет о тщетности попыток смертного достигнуть неба, что его удел — смерть и преисподняя.
По мнению Всеволода Авдиева, в поэме описывается мысль о том, что царскую власть можно получить только при благословлении богов на это. Тем самым произведение является частью жреческой пропаганды, которая через религиозную литературу и живопись пыталась обосновать и оправдать царскую власть, таким образом укрепив рабовладельчество.